# Euippe (Tochter des Cheiron)
Euippe (altgriechisch Εὐίππη Euíppē) ist eine Frauengestalt der griechischen Mythologie.
Euippe, Tochter des Kentauren Cheiron, war eine leidenschaftliche Jägerin und wurde nach einem Stelldichein auf dem Berg Pelion schwanger. Ihr Vater grämte sich über diese außereheliche Schwangerschaft, weshalb sie von den Göttern in ein Pferd verwandelt wurde. Ansonsten wird sie Hippe genannt.